# Sciara femorata
Sciara femorata är en tvåvingeart som först beskrevs av Thomas Say 1823.  Sciara femorata ingår i släktet Sciara och familjen sorgmyggor. Inga underarter finns listade i Catalogue of Life.